# Independencia (Miranda)
Independencia is een gemeente in de Venezolaanse staat Miranda. De gemeente telt 180.000 inwoners. De hoofdplaats is Santa Teresa del Tuy.